# Марселлуа
Марселлуа́ (фр. Marcellois) — коммуна во Франции, находится в регионе Бургундия. Департамент коммуны — Кот-д’Ор. Входит в состав кантона Витто. Округ коммуны — Монбар.
Код INSEE коммуны — 21377.

## Население
Население коммуны на 2010 год составляло 37 человек.
| 1962 | 1968 | 1975 | 1982 | 1990 | 1999 | 2010 |
| ---- | ---- | ---- | ---- | ---- | ---- | ---- |
| 42   | 35   | 29   | 24   | 23   | 24   | 37   |

## Экономика
В 2010 году среди 27 человек трудоспособного возраста (15—64 лет) 17 были экономически активными, 10 — неактивными (показатель активности — 63,0 %, в 1999 году было 71,4 %). Из 17 активных жителей работали 17 человек (9 мужчин и 8 женщин), безработных не было. Среди 10 неактивных 2 человека были учениками или студентами, 8 — пенсионерами, 0 были неактивными по другим причинам.